# Aanslag in Wenen op 2 november 2020
De aanslag in Wenen op 2 november 2020 vond plaats op zes verschillende locaties in de Innenstadt. De vermoedelijke dader, de 20-jarige Fejzulai Kujtim (een etnische Albanees uit Noord-Macedonië), werd doodgeschoten door de politie. Hij was een sympathisant van de terroristische organisatie Islamitische Staat. In eerste instantie ging de politie ervan uit dat er meerdere daders waren.
De aanval begon om 20.00 uur in de Seitenstettengasse nabij Schwedenplatz in de binnenstad. Het was de vooravond van een landelijke lockdown vanwege de coronacrisis. De dader schoot willekeurig op voorbijgangers met een aanvalsgeweer en een pistool. Vier mensen, twee mannen en twee vrouwen, kwamen om. 22 anderen raakten gewond, van wie de meesten levensbedreigend. Onder de gewonden was een politieagent die een synagoge bewaakte. Volgens de burgemeester van Wenen, Michael Ludwig (SPÖ), werd zonder onderscheid des persoons geschoten. Negen minuten na het begin van de aanval hield een speciale politie-eenheid de terrorist tegen met een dodelijk schot om 20.09 uur.
De aanslag vond enkele dagen na een aanslag in Nice plaats en enkele weken na de onthoofding van de Franse leraar Samuel Paty. In Europa wakkerde dit de angst aan voor een nieuwe golf aanslagen.
Islamitische Staat eiste de aanslag op met een verklaring op Telegram van de hun verbonden persbureau Amaq. "De aanslagpleger was ‘soldaat van het kalifaat’ en strijder ‘Abu Dujanah al-Albani’ (uit Albanië) en hij doodde en verwondde 30 ‘kruisvaarders’." IS leverde geen bewijzen dat ze daadwerkelijk achter de aanslag zat.

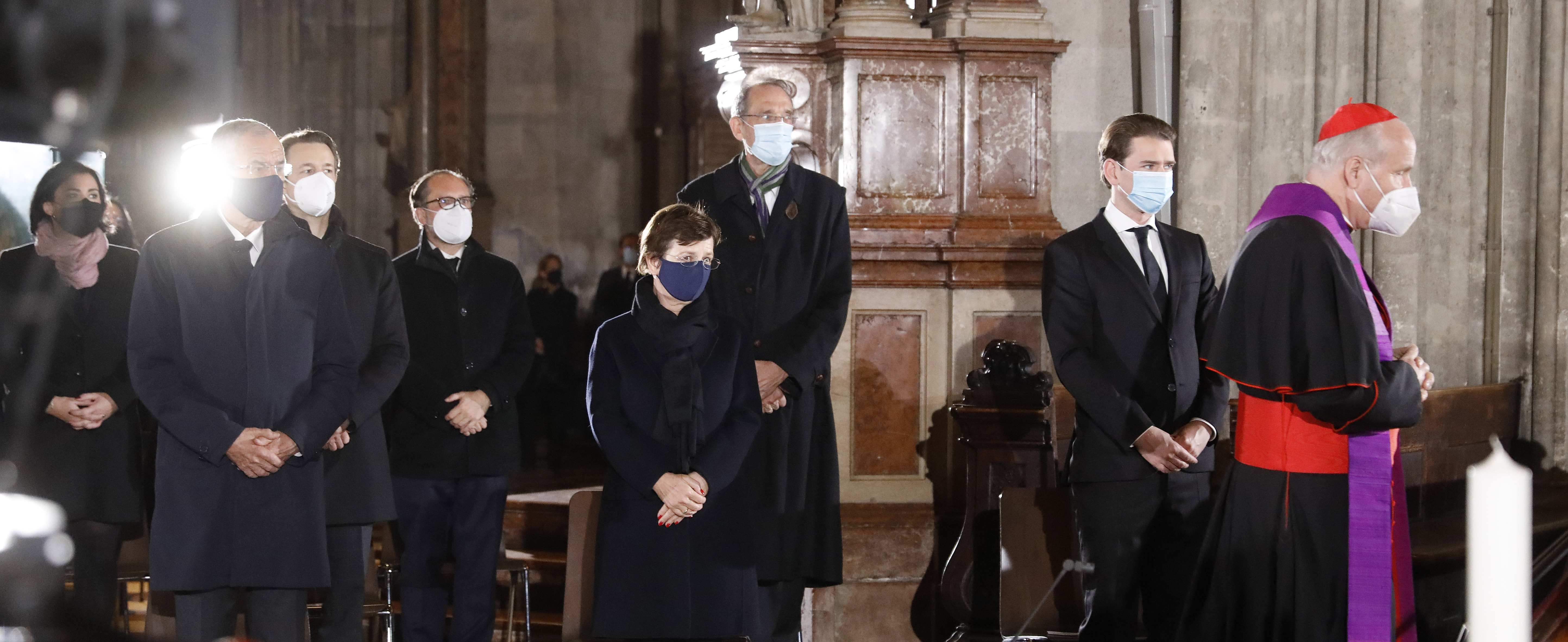
Gebedsdienst ter nagedachtenis aan de slachtoffers in de Stephansdom
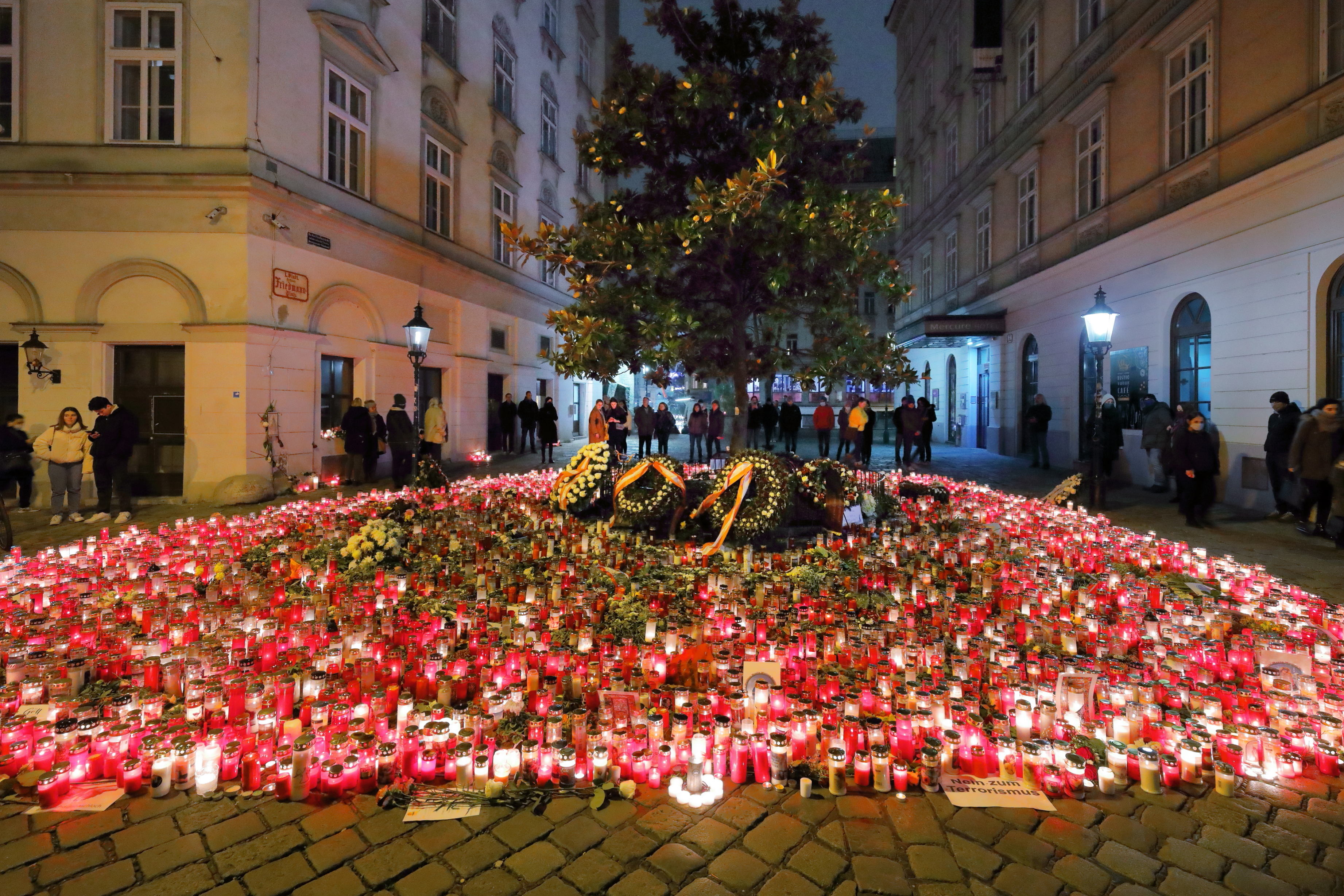
Gedenkteken op Friedmann-Platz